# مشحة
تقع بلدة مشحة أو مشحا في قضاء عكار، في لبنان تجاورها قرى حيزوق عدبل الشيخ محمد ضهر الليسينة ايلات السوسية. يمر فيها نهر اسطوان، البلدة على ارتفاع 350 مترا عن سطح البحر وهي من البلدات التي تطل على البحر ومن جهة تعتبر من المناطق الجبلية إذ تمثل بداية المنطقة الجبلية في عكار وهي تقع بين جبلين.

## أصل التسمية
تقول المراجع التاريخية أن أصل تسمية بلدة مشحا تعود إلى مشح زيت الزيتون الوارد في الانجيل.

## تاريخيا
اشتهرت قرية مشحه تاريخيا بالمدرسة الحميدية التي أسسها محمد باشا المحمد واطلق عليها اسم الحميدية على اسم السلطان عبد الحميد الثاني في أواخر العصر العثماني. وكانت هذه المدرسة تستوعب طلابا من شمالي لبنان ومن بعد أنحاء سوريا. وبعد انقضاء العهد العثماني ظلت المدرسة تعمل حتى بداية الحرب العالمية الثانية. وتضم مكتبة هذه المدرسة ذخائر من الكتب والوثائق المكتوب على أغلفتها بماء الذهب. وقد سعى إلى إعادة الدور التربوي لهذه المدرسة بعض أبناء البلدة حيث قام الشيخ عبد القادر محمد الزعبي والشيخ وليد محمد علوش في الثمانينات بالسفر إلى الكويت وجمع التبرعات وأعاد ترميمها. ثم افتتحها مركزا للدورات الصيفية والمناسبات الدينية والثقافية في البلدة. وأسس مدرسة خاصة خيرية في أواخر الثمانينات كان مركزها مبنى المدرسة الحميدية. وكانت هذه المدرسة نواة لسلسة مدارس خاصة أخرى نشأت في المنطقة.
ولقرية مشحة بين قرى عكار و لبنان الشمالي مكانة خاصة . وكان رغم تعدد أئمتهم على المناهج السلفية والصوفية إلا أنهم ظلوا متكاتفين مع بعضهم البعض

## الزراعة
تكثر فيها أشجار الزيتون واللوز وغيرها من الأشجار المثمرة وزراعة القمح بالإضافة إلى الزراعة المنزلية وطفرة خجولة تشهدها مشحا اليوم في زراعة البيوت البلاستيكية والتي لاقت نجاح لدى أصحابها ومردود جيد، وكذلك تنتشر في مشحه وبشكل كبير مزارع الدجاج وإنتاج البيض إذ ان هناك عدد كبير من المزارع المعنية بانتاج الفروج للسوق المحلية والبيض وكما هناك مزارع لتربية البقر بهدف الذبح واقتناء بعد البيوت للبقر بهدف الحليب وبيعه وتعاني مشحا مشكلة في القطاع الزراعي غير المدعوم بسبب ان أهل مشحا يعملون في التجارة والصناعة ووظائف الدولة البعيدة كل البعد عن الزراعة وترك الأرض بورا.

## الصناعة
يوجد في مشحا العديد من الصناعات المقتصرة على الحرف كالنجارة والحدادة وغيرها.

## التعليم
تشتهر مشحا بانها بلدة العلم والعلماء وخصوصا بوجود المدرسة الحميدية فيها، وهي مدرسة شرعية وعلمية تخرج منها الكثير من علماء بلاد الشام وهناك مقولة تقول: «لا يوجد عالم في بلاد الشام إلا علم أو تعلم أو زار المدرسة الحميدية» وتوجد فيها مكتبة مهمة. 
بالإضافة إلى وجود مؤسسات التعليم الرسمي:
- تكميلية مشحا الرسمية المختلطة .
- ثانوية مشحا الرسمية المختلطة .

بالإضافة إلى العديد من المدارس الخاصة.